# استویان آبراشف
استویان آبراشف (بلغاری: Стоян Абрашев؛ زادهٔ ۱۲ ژانویهٔ ۱۹۸۸) بازیکن فوتبال اهل بلغارستان است.
از باشگاه‌هایی که در آن بازی کرده است می‌توان به باشگاه فوتبال زسکا صوفیه اشاره کرد.